# Español ecuatorial
El español ecuatorial, colombiano-ecuatoriano ribereño o chocoano, llamado en Ecuador simplemente costeño, es el conjunto de variedades con características similares que se hablan en las costas pacíficas del occidente y sur de Colombia, la región litoral del Ecuador y la costa norte del Perú, componiendo la transición entre el dialecto caribeño y el peruano ribereño.
Desde el punto de vista tonal-acentual, este dialecto rige el foco de transición fonemático del español americano que se expande geográficamente desde la entonación semigrave del Caribe y Centroamericana por el norte, hacia la intensa agudeza localizadas al sur, propia de las tonalidades peruanas, chilenas y argentinas.
El centro urbano principal de la región es la ciudad portuaria de Guayaquil, en Ecuador. Hay importantes comunidades de raza negra, como el departamento colombiano de Chocó, las zonas costeras de los departamentos de Valle del Cauca, Cauca y Nariño, la provincia ecuatoriana de Esmeraldas, y el departamento peruano de Tumbes, que le dan un toque "africano" al acento en esta macrorregión.

## Fonología y fonética
Presenta rasgos similares a los caribeños pero notoriamente atenuados:
- La /s/ al final de las sílabas se aspira o elide, si bien las clases más escolarizadas tienden a evitarlo.

- Al igual que en las variedades caribeñas, la letra "j" y "g", se realiza de manera suave (sonido [h], en vez de [x])

- La /n/ final de palabra es velar como en el Caribe, a veces se bilabializa /m/ como en el Valle del Cauca.

- Entre las clases menos escolarizadas hay confusión de líquidas /l/ y /r/, aunque su elisión es poco frecuente.

- En  el área del Chocó, y la Costa Pacífica al sur de Colombia, la /d/ intervocálica se realiza como /ɾ/. En esta misma región la /s/ aspirada y /k/ pueden resultar en oclusiva glotal.

- No existe distinción entre "y" /ʝ/ y "ll" /ʎ/ a diferencia de las zonas andinas.

- Como en prácticamente todos los dialectos americanos, el seseo es la norma, lo que significa que el fonema /θ/ del español europeo está ausente y en su lugar se utiliza /s/. Hay áreas rurales en la costa de Ecuador, por ejemplo San Lorenzo en Esmeraldas, donde la realización fonética de /s/ es no sibilante ( [θ] ), en lugar de sibilante [s]. Esto se llama ceceo y es poco común en las Américas (también se encuentra en varias zonas de Andalucía).

- Algunas regiones costeras tienen un ritmo cantarín y una entonación similar al español venezolano y al español rioplatense que refleja la pronunciación de los italianos del sur que se establecieron en Guayaquil y la provincia de Guayas. [cita requerida]

## Morfología
La morfología y conjugación son iguales a las del español caribeño. El voseo y sus formas verbales son muy escasas, salvo en la zona norte en Colombia, debido a la influencia del Español antioqueño y del español vallecaucano, siendo más comunes en la variante andina. Hay zonas rurales de Ecuador donde se ha mezclado el andino con el ecuatorial, en ciertas zonas rurales en la transición entre la costa y la sierra como en las provincias de Bolívar o El Oro.

## Sintaxis
El único aspecto sintáctico distintivo posiblemente es el de la doble negación: No hablo inglés no, hablado por los afrodescendientes y sus zonas de influencia; mas no es un aspecto generalizado en el resto de esta región lingüística.

### Dialecto costeño ecuatoriano
En la Costa ecuatoriana se habla una versión local del español ecuatorial denominada como costeño. Por lo general, se suaviza el sonido de la "j", pronunciándola como la /h/ inglesa; a diferencia de la "j" fuerte y aspirada que se pronuncia en los Andes o España. El dialecto costeño puede variar ostensiblemente. Por ejemplo en Esmeraldas, donde se concentra la mayor cantidad de población afrodescendiente, se habla el dialecto costeño ecuatoriano con una variante levemente africanizada similar a la del Pacífico colombiano, aunque pueden existir variaciones entre zonas urbanas o rurales.
En Guayaquil, el acento está cargado de modismos y préstamos del inglés ("man", "jeans", etc.). En regiones rurales se tiende a aspirar la letra "s" cuando va detrás de una consonante (p.ej. costa, se pronuncia /'coh.ta/; aspecto se pronuncia /ah'pek.to/), y hay omisión en ciertos casos de la "s" al final de las palabras. Aun así, por lo general, en las clases más cultas se corrige el acento hacia un español más estandarizado, mientras que en clases menos escolarizadas hay ciertas variantes. Un ejemplo es la pronunciación de "s" como /ʃ/: serio se pronuncia /'ʃe.rio/.